# Flottille de la liberté pour Gaza de juillet 2025
Pour les articles homonymes, voir Flottille de la liberté.
La Flottille de la Liberté pour Gaza de juillet 2025 est une mission maritime organisée par la Coalition de la Flottille de la Liberté (FFC) pour mettre en cause le blocus naval israélien de Gaza et acheminer une aide humanitaire symbolique, à l'instar de l'initiative similaire de juin 2025 avec le navire Madleen. Le navire Handala quitte Syracuse, en Italie, le 13 juillet 2025, avec à son bord un groupe de personnalités politiques, de militants, de médecins, d'avocats, de journalistes et du matériel humanitaire,,,,. Il fait escale à Gallipoli entre le 15 juillet et le 18 juillet, avant de se diriger vers Gaza. Il est intercepté par l'armée israélienne le 26 juillet dans les eaux internationales,,,.

## Contexte
La Coalition de la flottille de la Liberté est un réseau international d'organisations locales qui a organisé plusieurs missions à Gaza depuis 2010, visant à briser le blocus israélien et à attirer l'attention mondiale sur la situation dans l'enclave. La mission de juillet 2025 fait suite à l'interception en juin 2025 dans les eaux internationales du précédent navire de la coalition, le Madleen, par les forces israéliennes. Les occupants du bateau, dont un membre du Parlement européen et des journalistes, sont arrêtés et expulsés,.
Depuis octobre 2023, Israël a intensifié son blocus sur la bande de Gaza, le transformant en blocus total en refusant l'entrée de nourriture, d'eau, de médicaments, de carburant et d'électricité, provoquant une famine et une crise humanitaire que la plupart des spécialistes universitaires qualifient de génocide. En raison des points de contrôle israéliens à Gaza qui sont antérieurs aux attaques du 7 octobre, le gouvernement israélien et les Forces de défense israéliennes (FDI) contrôlent totalement l'entrée de l'aide humanitaire à Gaza, l'acheminement de l'aide ayant été interrompu à plusieurs reprises au fil des ans, soit par des blocus du gouvernement israélien, soit par des manifestations civiles israéliennes. De plus, depuis le 2 mars 2025, très peu d'aide humanitaire a été autorisée à entrer à Gaza, les inquiétudes concernant la famine à Gaza étant soulevées par la Classification intégrée de la phase de sécurité alimentaire (IPC),. Israël a annoncé que toute action menant à la rupture du siège de Gaza serait vouée à l'échec.
Le bateau est nommé Handala d'après le personnage de dessin animé emblématique créé par Naji al-Ali, symbolisant la résistance palestinienne et le droit au retour des réfugiés palestiniens,,.

## Mission et objectifs
La mission Handala poursuite les mêmes objectifs que la mission Madleen : 
- briser le blocus en naviguant directement vers Gaza au mépris du blocus naval israélien, en vigueur depuis 2007 ;
- livrer de l'aide sous forme de nourriture, de médicaments et d'autres fournitures humanitaires à la population assiégée de Gaza ;
- faire entendre la voix des Palestiniens et souligner le rôle des acteurs internationaux dans le maintien ou la mise en cause du blocus[2],[3],[18].

La coalition déclare le 7 juillet : « Nous ne sommes pas des gouvernements. Nous sommes des personnes qui agissent là où les institutions ont échoué. Cette mission est destinée aux enfants de Gaza »

## Participants et soutien
À bord du Handala se trouvent 18 personnes de plusieurs nationalités, dont des élues au Parlement européen et à l'Assemblée nationale française, des professionnels de la santé, des avocats et des défenseurs des droits de l'homme, des journalistes et des professionnels des médias, ainsi que des militants pour la justice sociale.
| Participant           | Nationalité           | Activité principale   | Activité précédente         |
| --------------------- | --------------------- | --------------------- | --------------------------- |
| Yasemin Acar          | Allemagne             | —                     | Madleen                     |
| Robert Martin         | Australie             | Activiste             | Flottille de la Liberté III |
| Huwaida Arraf         | États-Unis            | —                     | Mission 2010                |
| Caoimhe Butterly (en) | Irlande               | Activiste             | Mission 2010                |
| Gabrielle Cathala     | France                | Députée               |                             |
| Emma Fourreau         | France                | Députée européenne    |                             |
| Chris Smalls          | États-Unis            | Organisateur syndical |                             |
| Tania Safi            | Australie             | Journaliste           |                             |
| Yazan Eissa           | Roumanie              | Étudiant              |                             |
| Frank Romano          | France États-Unis     | Avocat                |                             |
| Bob Suberi            | États-Unis            | Activiste             |                             |
| Vigdis Bjorvand       | Norvège               | Cuisinière            |                             |
| Jacob Berger          | États-Unis            | Acteur                |                             |
| Mohammed Mustafa      | Royaume-Uni Australie | Médecin               |                             |
| Ge Yipeng             | Chine Canada          | Médecin               |                             |

La mission est appuyée par une coalition d'ONG, de syndicats et de groupes de défense, et a reçu le soutien de personnalités et d’organisations internationales de premier plan.

## Voyage
Le 24 juillet 2025 vers 22 h, toutes les communications avec le Handala sont coupées, alors que le bateau est entouré de drones,,.
Le navire est intercepté par l'armée israélienne le 26 juillet 2025